# Сан Донино (Лука)
Сан Донино је насеље у Италији у округу Лука, региону Тоскана.
Према процени из 2011. у насељу је живело 168 становника. Насеље се налази на надморској висини од 534 м.